# バレリーナ:The World of John Wick
『バレリーナ:The World of John Wick』（バレリーナ: ザ・ワールド・オブ・ジョン・ウィック、原題：From the World of John Wick: Ballerina）は、2025年に公開されたアメリカ合衆国のアクション映画。『ジョン・ウィック』シリーズのスピンオフ作品。『ジョン・ウィック:パラベラム』に登場した舞踊家・暗殺者の“バレリーナ”を主人公に描く。レン・ワイズマン監督、アナ・デ・アルマス主演。時系列は『ジョン・ウィック:パラベラム』と『ジョン・ウィック:コンセクエンス』の間となる。

## あらすじ
イブ・マカロは、ルスカ・ロマに属する暗殺者ハビエルと、ヨーロッパ某国に拠点を置く暗殺者たちのカルト教団に属する女性との間に生まれた娘であった。だが、イヴがまだ幼い頃、ハビエルは教団の手から娘を守るため、命がけでイヴを連れ出す。その行動がもとで妻は命を落とし、ハビエル自身も教団の追撃を受ける中で娘だけを逃し、自らは命を落としてしまう。身寄りを失ったイヴを引き取ったのは、ニューヨーク・コンチネンタルの支配人ウィンストンであった。彼の計らいで、イヴはルスカ・ロマのもとで育てられ、バレリーナとして、そして暗殺者としての技を磨きながら、やがて冷静かつ強靭な戦士へと成長していく。12年後、すでに一流の暗殺者となったイヴは、ある任務中に倒した刺客の腕に、かつて父を死に追いやった教団と同じ印を見つける。それが長く封じ込めていた記憶を呼び起こし、彼女の心に深く沈んでいた復讐の炎に再び火を灯すのであった。

## キャスト

### 主人公
イヴ・マカロ
演 - アナ・デ・アルマス
愛する家族を殺害され、闇の組織ルスカ・ロマのもとで暗殺者として育てられたバレリーナ。苛烈な訓練の中でスキルを開花させ、父を殺した教団の手がかりを掴んだことをきっかけに、復讐の道を歩み始める。

### コンチネンタル・ホテル
ウィンストン・スコット
演 - イアン・マクシェーン
「コンチネンタル・ホテル・ニューヨーク」の支配人。家族を殺され、身寄りのないイヴをルスカ・ロマへと導く。
シャロン
演 - ランス・レディック
「コンチネンタル・ホテル・ニューヨーク」のコンシェルジュ。

### 主席連合
ディレクター
演 - アンジェリカ・ヒューストン
主席連合の支配下にあるバレリーナ暗殺組織「ルスカ・ロマ」の首領。イヴを一流の暗殺者へと育て上げる。

### 殺し屋
ジョン・ウィック
演 - キアヌ・リーブス
主席連合の犯罪王サンティーノ・ダントニオを殺害した罪で主席連合に追われている伝説的な殺し屋。『ジョン・ウィック:パラベラム』において、カサブランカへの脱出経路を得るため、かつて親交の深かったルスカ・ロマのディレクターを頼り、そこでイヴと出会う。

### その他
主宰
演 - ガブリエル・バーン
およそ千年にわたり、闇の中で生き続けてきたヨーロッパの暗殺教団の冷酷な指導者。
ダニエル・パイン
演 - ノーマン・リーダス
プラハ・コンチネンタルホテルに滞在し、教団との繋がりを持つ謎の男。
レナ
演 - カタリーナ・サンディノ・モレノ
教団の実行部隊を率いる幹部。
ノーギ
演 - シャロン・ダンカン＝ブルースター
イヴを暗殺者へと育て上げる師匠。
カトラ・パク
演 - チェ・スヨン
イヴの初仕事での護衛対象となる大富豪の娘。
ハビエル・マカロ
演 - デヴィッド・カスタニェーダ
イヴの父親。かつてルスカ・ロマに属していた暗殺者。